# Xã Tyrone, Quận Williams, Bắc Dakota
Xã Tyrone (tiếng Anh: Tyrone Township) là một xã thuộc quận Williams, tiểu bang Bắc Dakota, Hoa Kỳ. Năm 2010, dân số của xã này là 33 người.